# Гармашевка
Гармашевка (на руски: Гармашевка) е село в Кантемировски район на Воронежка област на Русия. Намира се на 5 km от Зайцевка и на 15 km от Кантемировка.
Влиза в състава на селището от селски тип Зайцевское.

## География

### Улици
- ул. Заречная,
- ул. Молодёжная,
- ул. Победы.

## История
Селото възниква между 1775 и 1794 г. Основателите на Гармашевка са преселенците от Кантемировка Назар и Лазар Гармаш, на чието име е наречено селото.
През 1900 г. в Гармашевка има 83 къщи и 509 жители.
През март 1918 г. в селото е установена съветска власт. През 1926 г. в Гармашевка има 220 къщи и 1252 жители, училище от 1-ва степен. През 1930 г. е създаден колхоза „Път към социализма“.
През годините на Втората световна война селото е окупирано. Немците построяват полево летище, от което излитат самолети за бомбардировки на Сталинград. Селото е освободено в края на 1942 г.
Известен жител на Гармашевка е Героя на Съветския съюз Александър Романенко (1901 – 1974). Званието си получава през лятото на 1945 г.
По данни от 1995 г., в селото има 180 къщи и 543 жители, училище с 90 места, Дом на културата, магазин.
През 2010 г. в селото живеят 502 души.